# باول سيدني مارتن
باول سيدني مارتن (بالإنجليزية: Paul Sidney Martin) هو عالم إنسان ومؤرخ أمريكي، ولد في 22 نوفمبر 1898 في شيكاغو في الولايات المتحدة، وتوفي بنفس المكان في 20 يناير 1974.